# Alleanza Nazionale Irachena
L'Alleanza Nazionale Irachena  (al-Itilaf al-Watani al-Iraqi), o lista Watani, è una coalizione elettorale irachena composta da partiti sciiti islamisti, in particolare il Supremo Consiglio Islamico Iracheno, per concorrere alle elezioni parlamentari in Iraq del 2010. Essa deriva dall'Alleanza Irachena Unita (al-I'tilāf al-'Irāqī al-Muwaḥḥad) che partecipò alle elezioni parlamentari in Iraq del dicembre 2005 ed era allora composta da tutti i partiti sciiti iracheni. L'Alleanza Irachena Unita vinse le elezioni del 2005, ma successivamente si disgregò in quanto i partiti sciiti islamisti entrarono in conflitto con il partito del Primo Ministro Nuri al-Maliki, che si separò formando la Coalizione dello Stato di Diritto, mentre gli altri partiti sciiti formarono l'Alleanza Nazionale Irachena alle successive elezioni del 2010.

## Elezioni

### Alleanza Irachena Unita
L'Alleanza Irachena Unita ( الائتلاف العراقي الموحد;  al-I'tilāf al-'Irāqī al-Muwaḥḥad) è la coalizione elettorale formatasi per le elezioni parlamentari in Iraq del gennaio 2005, raggruppando tutti i partiti sciiti, principalmente il Partito Islamico Da'wa e il Supremo Consiglio Islamico Iracheno. Tra i gruppi aderenti vi era anche il Congresso Nazionale Iracheno, di Ahmed Shalabi, e il gruppo di Hussein Shahristani. La coalizione fu ritenuta sostenuta dall'ayatollah Ali al-Sistani, la più autorevole figura religiosa sciita in Iraq, sebbene l'Ayatollah non si sia pronunciato ufficialmente. Ella ottenne il maggior numero di voti, e di seggi, tanto alle elezioni del gennaio 2005, che a quelle definitive del dicembre 2005, diventando il principale gruppo parlamentare iracheno ed esprimendo il Primo Ministro Nuri al-Maliki, del Partito Islamico Da'wa

### Alleanza Nazionale Irachena
Nell'agosto 2009, il Supremo Consiglio Islamico Iracheno si è allontanato dal Primo Ministro Nuri al-Maliki per annunciare la creazione di una coalizione elettorale sciita, l'Alleanza Nazionale Irachena, per sostituire l'Alleanza Irachena Unita. La nuova coalizione incudeva anche il movimento di Muqtada al-Sadr, il Partito Islamico della Virtù (al-Fadhila), il gruppo di Ahmed Chalabi e quello dell'ex Primo Ministro Ibrahim al-Jaafari .
Il 4 maggio 2010, due mesi dopo le elezioni legislative del 7 marzo, l'Alleanza Nazionale Irachena e la Coalizione dello Stato di Diritto, di Nuri al-Maliki, si misero d'accordo per formare un'unica grande coalizione nel Parlamento iracheno. Il Primo Ministro Nuri-al Maliki fu confermato.